# Celinnoje (Tuwa)
Celinnoje (ros. Целинное) – wieś w Rosji, w Tuwie, w kożuunie kyzylskim. W 2010 liczyła 1280 mieszkańców.